# Valkyria Chronicles
Valkyria Chronicles (戦場のヴァルキュリア -Gallian Chronicles- Senjō no Varukyuria -Garian Kuronikuruzu-?, "Valkyria of the Battlefield: Gallian Chronicles") är ett taktiskt tredjepersonsskjutarrollspel utvecklat och gavs ut av Sega under april 2008 till Playstation 3. En Microsoft Windows-version släpptes den 11 november 2014. En remasterutgåva till Playstation 4 släpptes i Japan den 10 februari 2016 med en västerländsk lansering den 17 maj 2016. Både PC- och PS4-versionerna innehåller tidigare släppt nedladdningsbart innehåll.
Spelet utspelar sig i ett fiktivt Europa under de första åren av andra världskriget. På grund av sitt överflöd av Ragnite, ett fiktivt mineral baserat på petroleum, blir den neutrala nationen Gallia invaderat från öst av Europan Imperial Alliance, som själv är med i ett krig med Atlantic Federation. Spelare kontrollerar över en enhet av Gallias milis, med uppdraget att avvärja invasionen. Spelets grafik, som använder Segas grafikmotor CANVAS, liknar en akvarellmålning i rörelse.
Valkyria Chronicles var kritikerrosat och fick flera utmärkelser från uppmärksammade spelpublikationer. Spelets framgång gav upphov till en franchise med flera mangatitlar och en animeserie. Valkyria Chronicles har fått tre uppföljare: Valkyria Chronicles II, Valkyria Chronicles III, Valkyria: Azure Revolution och Valkyria Chronicles 4.